# Irena Grecka (ur. 1942)
Irena, księżniczka Grecji i Danii (gr. Πριγκίπισσα Ειρήνη της Ελλάδας και Δανίας) (ur. 11 maja 1942 w Kapsztadzie, w Afryce Południowej) – księżniczka duńska i grecka.

## Życiorys
Irena jest trzecim, najmłodszym dzieckiem greckiego króla – Pawła I (1901-1964) i jego żony – królowej Fryderyki Hanowerskiej (1917-1981), jedynej córki księcia Augusta Ernesta Braunschweig-Lüneburg (1887-1953) i jego żony Wiktorii Luizy Pruskiej (1892-1980), córki cesarza Wilhelma II. Jest młodszą siostrą Zofii, królowej Hiszpanii, i Konstantyna, byłego króla Grecji. W Hiszpanii i Danii jest oficjalnie tytułowana: Jej Królewska Wysokość Księżniczka Grecji i Danii Irena.
Jeszcze przed zdetronizowaniem jej brata Konstantyna, Irena przeniosła się wraz z matką do Indii, po śmierci matki, przeniosła się do Madrytu, zamieszkując w Palacio de la Zarzuela – królewskiej rezydencji króla i królowej Hiszpanii. Jej siostrzenica, infantka Krystyna Burbon, nazwała na jej cześć swą jedyną córkę Irenę (urodzoną w 2005 roku).
Irena nigdy nie wyszła za mąż. Jest działaczką charytatywną, fundatorką i przewodniczącą World in Harmony Organization, współpracuje z innymi fundacjami.